# Публіцист

Український публіцист Михайло Драгоманов

Публіци́ст — письменник або журналіст, який висвітлює актуальні питання сучасності, що стосуються здебільшого політики та громадського життя.
Оскільки публіцистику виділяють в окремий рід літератури та журналістики, то серед письменників — нарівні з прозаїками, поетами, драматургами, критиками, перекладачами тощо — виділяють також публіцистів.